# Movimiento de Izquierda Revolucionaria (Bolivien)
Movimiento de Izquierda Revolucionaria (MIR) (dt.: Bewegung der Revolutionären Linken) ist eine Partei in Bolivien.
Das MIR wurde im Jahr 1971 von Exilbolivianern in Chile gegründet, darunter auch von Jaime Paz Zamora, der die Geschicke der Partei bis heute wesentlich beeinflusst und zeitweise Präsident Boliviens war. In ihrer Frühzeit übte die Partei eine große Anziehungskraft auf einen Teil der marxistisch beeinflussten Intellektuellen Boliviens aus, vor allem in der Studentenschaft.
Nach der Rückkehr von Paz Zamora aus dem Exil ging das MIR eine Allianz mit dem Movimiento Nacionalista Revolucionario de Izquierda (MNRI) des früheren Präsidenten Hernán Siles Zuazo ein, einer Abspaltung des einst dominanten Movimiento Nacionalista Revolucionario (MNR), mit dem sich das MIR zur Unidad Democrática y Popular (UDP) zusammenschloss. Dieser Pakt der beiden Parteien bot für beide Parteien erhebliche Vorteile: Das MNRI unter Siles besaß seit der Revolution von 1952 großen Rückhalt unter der Arbeiterschaft und hatte Regierungserfahrung, das MIR hingegen brachte die Unterstützung der Universitätsstudenten und der jungen Intellektuellen ein.
Seit dem Ende der 1980er Jahre hat die Partei ihren Kurs von einer mehr sozialistischen zu einer bürgerlichen Kraft geändert, von einer links-katholischen zu einer katholisch-liberalen Partei. Dies wurde 1997 deutlich, als das MIR der Koalition mit Hugo Banzer beitrat, der Bolivien zwischen 1971 und 1978 in eine blutige Diktatur geführt hatte, bei der auch der MIR-Parteivorsitzende Paz Zamora eingekerkert worden war.
Zu Beginn des dritten Jahrtausends hat das MIR ihre Anhängerschaft weitgehend an andere Parteiengruppierungen verloren. Bei den Wahlen von Dezember 2005 ist das MIR landesweit nicht mehr als eigene Partei, sondern nur als Teil des Parteienbündnisses Poder Democrático Social (PODEMOS) angetreten. Jaime Paz Zamora verlor sogar die Stichwahl um die Präfektur des Departamentos Tarija an den MNR-Kandidaten Mario Cossío.